# Isacco il Cieco
Yitzhak Saggi Nehor (in ebraico רַבִּי יִצְחַק סַגִּי נְהוֹר ‎?) noto anche come Isaac il Cieco o Isacco il Cieco (Provenza, 1160 circa – 1235 circa) è stato un mistico e scrittore francese, figlio del famoso talmudista Abraham Ben David.
L'epiteto aramaico "Sagghì Nehor" significa "con Molta Luce" nel senso di avere una vista eccellente, cosa paradossale per il cognome di Isacco, che era cieco, ma è lo stesso Talmud ad associare coloro che sono non-vedenti alla luce.
Rinomato scrittore ebreo cabalista (misticismo ebraico), alcuni lo considerano l'autore del Libro di Bahir, importante testo iniziale della Cabala ebraica.
Altri, specialmente lo storico e critico Gershom Scholem, reputano tale asserzione "erronea e ipotesi totalmente infondata".
Il Bahir apparve inizialmente nel Medioevo in Francia, verso il 1200. Tratta di molteplici idee che poi divennero importanti per la Cabala e, sebbene le origini dell'opera anonima siano oscure, c'erano diversi e importanti cabalisti che vivevano e scrivevano a quel tempo in Francia. Uno di questi, ed il più influente, era appunto Isacco il Cieco.

## Il concetto mistico
Isacco considerava le sefirot aventi origine ad un livello nascosto ed infinito, nelle profondità dell'Ein Sof o Essere Divino, Dio (lett. Senza Fine). Credeva che dall'Ein Sof emanasse la Makhshava (Pensiero Divino), che rappresenta la prima qualità soprannaturale. "Il resto delle sefirot" emana dal Pensiero Divino. I singoli esseri del mondo sono manifestazioni materiali delle sefirot, sebbene ad un livello inferiore di realtà. L'esperienza mistica aiuta a risalire i livelli delle emanazioni per unirsi al Pensiero Divino.
Lo studente più famoso di Isacco il Cieco fu Azriel di Gerona.